# Otto Fanta
Otto Fanta (* 26. Oktober 1890 in Prag; † 7. Oktober 1940 in Bierton Hill, Aylesbury) war ein Lehrer und Graphologe.

## Leben
Der Sohn von Berta und Max Fanta war ein Schulfreund von Franz Werfel, studierte bis 1912 Philosophie und war später als Mittelschullehrer tätig.
Um 1922 schrieb er das Filmmanuskript zu Die Grundlagen der Einsteinschen Relativitätstheorie, das – von Albert Einstein begutachtet – beinahe verfilmt worden wäre, wozu es jedoch durch die Weltwirtschaftskrise bedingt nicht kam.
Um 1925 heiratete er Hanne Bobatsch (Johanna Fantová; * 9. April 1901 in Brünn; † 1981). Hanne ordnete 1929/30 Einsteins persönliche Bibliothek in Berlin.
Er betätigte sich als Graphologe, schrieb zusammen mit Willy Schönfeld für das Journal Die Schrift und nahm 1937 am dritten Internationalen Graphologischen Kongress in Paris teil.
Vor Ausbruch des Zweiten Weltkriegs emigrierte er in letzter Minute nach England, verlor jedoch seinen gesamten Besitz.
Fantová emigrierte nach seinem Tod in die USA und wurde zur Bibliothekarin ausgebildet. Sie war die letzte Lebensgefährtin Einsteins.

## Veröffentlichungen
- Systém kriminalistického vzdělání. Um 1930
- Graphologie als Wissenschaft: (Schriftcharakterologie u. Schriftexpertise); Einf. in ihre Grundlagen u. ihre Ergebnisse. Prag, 1935
- Die Kontrollanalyse; in: Die Schrift, Brünn, Jahrgang 2, S. 91–121
- Schriften von Doppelgängern und Doppelgänger-Schriften; in: Die Schrift; Brünn, 1937, S. 65–86
- Die tschechische Schrift; in: Schrift und Schreiben; Bonn, 1937
- Schriftausdruck der asozialen und antisozialen Jugendlichen; in Graphologia; Prag, 1938